# Kaikoura Island

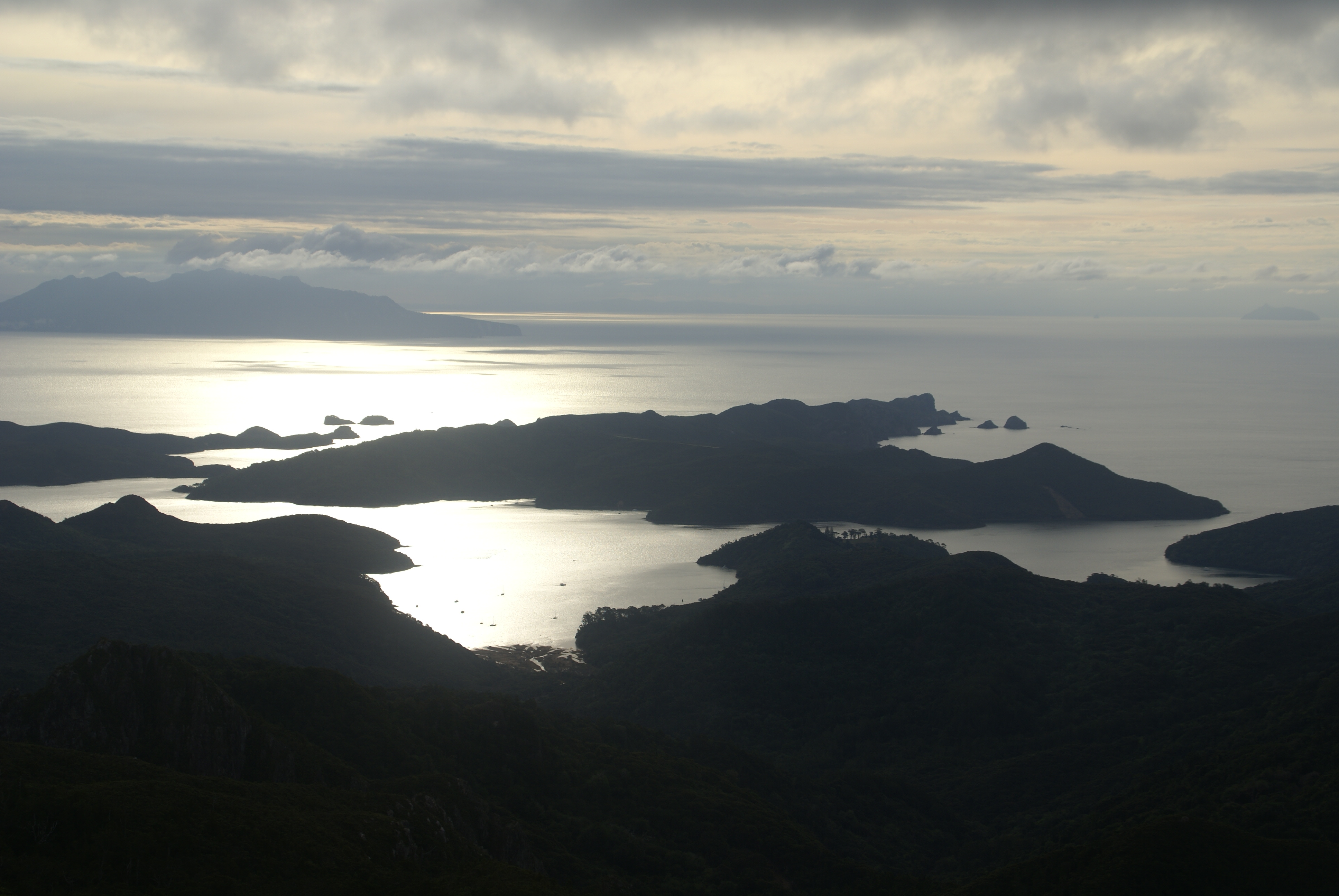
Kaikoura Island

Kaikoura Island, auch als  Motu Kaikoura und Selwyn Island bekannt, ist eine Insel vor Great Barrier Island im Norden von Neuseeland.

## Geographie
Die Insel befindet sich an der Westseite von Great Barrier Island, umschlossen von den Gewässern Cradock Channel im Westen, Port Abercrombie im Norden, Port Fitzroy im Osten und Man of War Passage im Süden. Sie alle zählen noch mit zur Region des Hauraki Gulf. Kaikoura Island besitzt bei einer Höhe von 185 m eine Größe von 5,64 km² und erstreckt sich über rund 3,8 km Länge in einer Nordwest-Südost-Richtung. Die breiteste Stelle der Insel kann im östlichen Teil über 2,95 km in Nordost-Südwest-Richtung gemessen werden.
Während die einem Dreieck gleichende Form der Insel von Norden über den Osten bis nach Süden von Great Barrier Island umschlossen wird, reihen sich an der westlichen Spitze in einer Entfernung von rund 100 m zunächst Nelson Island (Peter Island) und in einer Distanz von rund 890 m dann die bis zu 119 m hohe Insel Motuhaku Island und zwei kleinere Felseninseln an. Südwestlich sind dann noch ein paar kleinere Insel, wie Moturaku Island und die der Grey Group Islands zu finden.

## Schutzstatus
1995 wurde Kaikoura Island für 2 Mio NZ$ von der in Auckland lokal ansässigen Firma Westy Holdings gekauft. Nach einer 10-jährigen Kampagne konnte die Insel dann im Jahr 2004 mit Mitteln aus dem Nature Heritage Fund und Beiträgen des ASB Community Trust von der neuseeländischen Regierung für die Summe von 10,5 Mio NZ$ erworben werden und unter dem Reserves Act 1977 als Scenic Reserve (Landschaftsschutzgebiet) unter Schutz gestellt werden. Zeitgleich wurde die Insel dem Motu Kaikoura Trust zur Kontrolle und Pflege der Insel und Einhaltung ihres Schutzes überantwortet.

## Nutzung
Als siebtgrößte Insel im Gebiet des Hauraki Gulf wird Kaikoura Island im Durchschnitt von rund 10.000 Jachten jeden Sommers angefahren. Des Weiteren ermöglicht eine 550 m lange Piste kleinen Propellermaschinen auf der Insel zu landen. Im südlichen Teil der Insel befindet sich kleine Hütten, die an Touristen vermietet werden.

## Brandstiftung
Im Oktober 2013 zündete ein ehemaliger Hausmeister auf der Insel einige Hütten im Süden der Insel an, die daraufhin komplett niederbrannten.

## Flora und Fauna
Die Insel ist seit 2008 frei von Damhirschen. Nachdem die Insel im selben Jahr von Ratten befreit werden konnte, kam es später wieder zur erneuten Invasion der Nager, die eine erneute Beseitigung erforderlich machte. Nachdem das Damwild von der Insel entfernt werden konnte, erholte sich der Bestand der Pflanzen auf der Insel. Auch Invasive Arten von Ginster und Kiefern werden sukzessive entfernt.
In Bezug auf Vögel sind folgende Arten auf der Insel zu finden: Fächerschwänze, eine Art des Graumantel-Brillenvogel, Maorigerygone, eine Art der Eisvögel, Tui und Maori-Fruchttauben. Auch Bindenrallen, Waldpapageien wie der Kaka, Neuseelandenten und der Kākāriki, ebenfalls eine Papageienart, sind auf der Insel heimisch.